# خليج إزمير
خليج إزمير (بالتركية İzmir Körfezi) هو خليج يقع في مدينة إزمير في تركيا، المعروف سابقًا بخليج سميرنا، يقع على بحر إيجة، يتداخل  بين شبه جزيرة كارابورون ومنطقة فوتشا في البر الرئيسي. ويبلغ طوله 40 ميلاً (64 كم) وعرضه 20 ميلاً (32 كم)، مع مرسى للسفن.